# Cristina pachylomera
Cristina pachylomera is een hooiwagen uit de familie echte hooiwagens (Phalangiidae).